# Lois Long

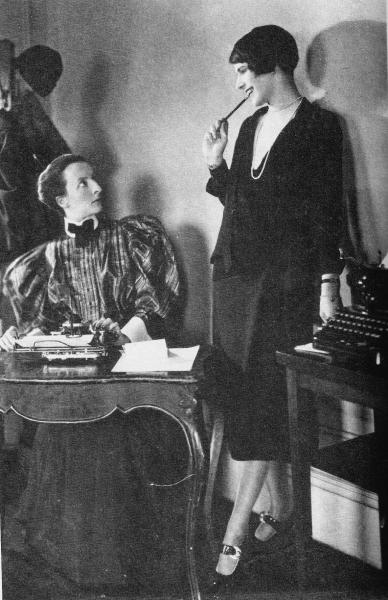
Lois Long (rechts) in ihrem Büro beim New Yorker, fotografiert von Edward Steichen, frühe 1920er Jahre

Lois Bancroft Long (* 15. Dezember 1901 in Stamford, Connecticut; † 29. Juli 1974 in Saratoga, New York) war eine amerikanische Kolumnistin, die zur Zeit der Prohibition insbesondere durch ihre Arbeit für die amerikanische Zeitschrift The New Yorker unter ihrem Pseudonym Lipstick (Lippenstift) bekannt wurde.

## Leben
Lois war das erste von drei Kindern von William J. Lange (1866–1952) und Frances Bancroft Long. Ihr Vater war Pastor der First Congregational Church of Stamford (Kongregationalismus), hatte 1892 einen Abschluss in Harvard erhalten und anschließend in Paris, Berlin, Heidelberg und am Vatikan studiert. Er verstand sich als Naturforscher und pflegte, teilweise zusammen mit seiner Familie, monatelang in der „Wildnis“ Maines zu verbringen. Weiterhin schrieb er Schulbücher zu Englischer Literatur und naturwissenschaftlichen Themen, die von Charles Copeland beziehungsweise Charles Livingston Bull illustriert wurden.
Nach Absolvierung der Stamford High School besuchte Lois ab 1918 das Vassar College, wo sie Englisch und Französisch studierte und 1922 mit einem Major (Bachelor) in Englisch abschloss. Nach dem Studium ging sie nach New York, um als freiberufliche Texterin für die Zeitschriften Vogue und Vanity Fair zu arbeiten. Bei der Vogue erhielt sie bald die Schönheitskolumne Lipstick, deren Namen sie später als Pseudonym übernahm. 1925 bekam Long eine eigene CBS-Radio-Talkshow.
Im selben Jahr holte Harold Ross sie zusammen mit Katharine Angell, dem Chefredakteur Ralph Ingersoll sowie den Cartoonisten Peter Arno und Helen Hokinson zu seinem neu gegründeten und noch stark defizitären Magazin The New Yorker. Dort schrieb sie zu Mode- und Lifestyle-Themen. In ihrer Kolumne „On and off the Avenue: Feminine Fashions“ stellte sie neue Modeströmungen vor, während sie sich in „Table for two“ und „When Nights are Bold“ mit dem Nachtleben Manhattans auseinandersetzte und ihr eigenes ausschweifendes Leben als Flapper thematisierte. Auch besprach sie in dieser Zeit der Prohibition gleichermaßen illegale Nachtclubs und Bars als auch legale Vergnügungsbetriebe, wie den Cotton Club. Long nutzte die Stilmittel der Satire und des Sarkasmus und spielte mit den damals gängigen Rollenbildern. Ihre Arbeitsweise war oft ungewöhnlich. So kam sie häufig früh morgens in ihren Abendkleidern und teils angetrunken direkt aus den Clubs in den Verlag. Ihr Verhältnis zu ihrem eher konservativ eingestellten Chef Ross war deswegen angespannt. Gleichwohl blieb sie bis zum Ende ihres Arbeitslebens 1970 beim New Yorker.
Am 13. August 1927 heiratete Long ihren Arbeitskollegen Peter Arno. Sie wurden von Longs Vater in Stamford getraut. 1929 kam Tochter Patricia zur Welt. Das Paar ließ sich am 30. Juni 1931 scheiden. In zweiter Ehe heiratete sie am 1. August 1938 Donaldson Bride Thorburn, genannt Don, der wenig später zum Zweiten Weltkrieg eingezogen wurde. Nach seiner Kriegsrückkehr 1945 schrieben sie gemeinsam das Buch No tumult, no shouting, die Geschichte des Seeaufklärers PBY. Er verstarb 1952. Am 26. November 1953 schloss Long eine dritte Ehe mit Harold A. Fox, einem Investmentbroker aus Easton, Pennsylvania.
Long verstarb am 29. Juli 1974 nahe dem Haus ihrer Tochter in Saratoga, New York.
Im Dokumentarfilm Prohibition aus dem Jahr 2011 von Ken Burns wurde sie porträtiert.